# Niskorosłość Mulibrey
Niskorosłość MULIBREY (zespół Perheentupy, ang. MULIBREY nanism, muscle-liver-brain-eye nanism, MUL, Perheentupa syndrome) – rzadka choroba genetyczna opisana po raz pierwszy w Finlandii. Choroba wywołana jest przez mutacje w genie TRIM37 kodującym białko peroksysomów. Nazwa zespołu pochodzi od nazw zajętych w tej chorobie narządów: mięśni (MUscle), wątroby (LIver), mózgu (BRain) i oczu (EYes). 

## Historia
Chorobę opisał na początku lat 70. J. Perheentupa i wsp..

## Epidemiologia
Zespół występuje szczególnie często w Finlandii, co ma związek z genetyczną izolacją tamtejszej populacji; opisywano jednak poszczególne przypadki z Egiptu, USA, Czech i Kanady.

## Etiologia
Choroba wywoływana jest przez mutacje w locus 17q22–q23 w genie TRIM37. Gen ulega ekspresji w wielu tkankach, a białko TRIM37 lokalizuje się w peroksysomach, jednak jego funkcja nie jest dotąd poznana.

## Objawy i przebieg
Na fenotyp zespołu składają się następujące wady wrodzone i cechy dysmorficzne:
- trójkątny kształt twarzy, wysokie i szerokie czoło, niska nasada nosa, telekantus (90%
- łódkogłowie (81%)
- hipoplazja języka (80%)
- nisko osadzone i zrotowane ku tyłowi małżowiny uszne (54%)
- stłoczenie zębów (50%)
- wysoka linia włosów (45%)
- szerokie szwy czaszkowe i ciemiączka w okresie niemowlęcym (37%)
- nieprawidłowo szeroki szew czołowy (31%)
- rozszczep podniebienia (2%)
- cienkie kończyny (99%)
- wydatna lordoza lędźwiowa (96%)
- ogólna delikatność budowy (95%)
- wąskie ramiona (94%)
- mała, dzwonowata klatka piersiowa (94%)
- beczkowaty tułów (92%)
- naevi flammei (65%)
- słabo wykształcone pośladki (52%)
- stosunkowo krótsze proksymalne odcinki kończyn (90%)
- stosunkowo duża głowa względem wzrostu (81%)
- duże dłonie i stopy względem wzrostu (67%)
- asymetria kośćca (15%).

Objawy radiologiczne
- pogrubienie kości skroniowej i czołowej (90%)
- płytkie J-kształtne siodło tureckie (89%)
- zrotowane bocznie oczodoły (80%)
- mała, hipoplastyczna twarzoczaszka (71%)
- hiperteloryzm oczny (64%)
- poszerzenie światła komór mózgowia i zbiorników płynu mózgowo-rdzeniowego (43%)
- dysplazja włóknista kości długich (25%)

## Rozpoznanie
Zaproponowano kryteria rozpoznania zespołu:
Kryteria duże
- Opóźnienie wzrostu (A, B lub C):
  - A) dzieci małe względem wieku ciążowego (SGA) nie nadrabiające niedoboru wzrostu
  - B) wysokość ciała poniżej 2,5 SD poniżej średniej dla danej populacji
  - C) wysokość ciała poniżej 3 SD poniżej średniej dla populacji u dorosłych
- Objawy radiologiczne (A lub B):
  - A) cienkie kości długie z cienką korą i wąskimi jamami szpikowymi
  - B) płytkie i płaskie (J-kształtne) siodło tureckie
- Charakterystyczne cechy dysmorficzne twarzy: łódkogłowie, trójkątny kształt twarzy, wysokie i szerokie czoło, niska nasada nosa, telekantus
- Objawy oczne: żółtawe plamki w zewnętrznej połowie obwodu siatkówki
- Rozpoznanie zespołu postawione u rodzeństwa

Kryteria małe
- niezwykły, wysoki ton głosu
- hepatomegalia
- naevi flammei
- dysplazja włóknista kości długich.